# Спутник-6
Спутник 6 — 7-й космический аппарат серии «Спутник», запущенный 1 декабря 1960 года. Являлся третьим космическим кораблём-спутником — прототипом Востока.

## Экипаж

Пчёлка и Мушка

Собаки Мушка и Пчёлка, две морские свинки, две белые лабораторные крысы, 14 чёрных мышей линии С57, семь мышей гибридов от мышей СБА и С57 и пять белых беспородных мышей.

## Параметры полёта
- Масса: 4563 кг
- Перигей: 166 км
- Апогей: 232 км
- Наклонение: 64,97°
- Период: 88.47 минуты
- NSSDC ID: 1960-017A

## Детали миссии
Спутник продолжал исследовательскую миссию предыдущего космического аппарата Спутник-5. На борту, помимо животных, дополнительно находились колбы с дрозофилами, семена гороха, пшеницы, кукурузы, гречихи, конские бобы, ампулы с культурой ткани человека (Генриетты Лакс), прочие биологические материалы, а также научная аппаратура и аппаратура телеметрии для передачи собранной информации.
Полёт продолжался чуть более суток. На 17 витке из-за отказа системы управления тормозным двигателем, спуск начался в нерасчётном районе, что грозило приземлением секретного аппарата вне территории СССР. Спускаемый аппарат не вошёл в атмосферу в расчётное время и был взорван системой автоматического подрыва объекта (АПО). В дальнейшем эта система без особых изменений была перенесена на борт секретных кораблей-разведчиков. Все живые существа, находившиеся на борту, погибли.
Несмотря на то, что аппарат был уничтожен, цели миссии были выполнены, собранные научные данные переданы на Землю при помощи телеметрии и телевидения.